# Ikoko Bonginda
Ikoko Bonginda est une localité de la République démocratique du Congo se trouvant en bordure du Lac Tumba, Territoire de Bikoro, Province de l'Équateur.